# Daviscupový tým Aruby
Daviscupový tým Aruby reprezentuje Arubu v Davisově poháru od roku 2007 pod vedením národního tenisového svazu Aruba Lawn Tennis Bond. 
Při své první účasti v Davis Cupu 2007 celek vyhrál guatemalskou IV. skupinu Americké zóny a postoupil do III. skupiny pro rok 2008. Nejlepším výsledkem je 7. místo ve III. skupině Americké zóny 2008. Poslední start družstvo zaznamenalo v Davisově poháru 2012.